# Associazione Sportiva Rota Volley
L'Associazione Sportiva Rota Volley è una società pallavolistica femminile italiana con sede a Mercato San Severino.

## Storia
L'Associazione Sportiva Rota Volley fu fondata nel luglio 2001 da diversi imprenditori di Mercato San Severino, città sede della squadra, iniziando a giocare nella stagione 2001-02 in Serie D e guadagnando immediatamente la promozione in Serie C; nella stagione 2003-04 ottenne una nuova promozione, questa volta in Serie B2, vincendo i play-off interregionali: alla terza stagione di permanenza nella quarta serie del campionato italiano, ottiene la promozione in Serie B1, conquistata disputando un torneo perfetto con una sola sconfitta all'attivo.
In Serie B1, dopo due stagioni in cui fu sfiorato l'accesso ai play-off promozione, nell'annata 2009-10, chiuse il campionato al secondo posto, venendo poi sconfitta nella semifinale dei play-off dal Time Volley Matera. Anche nella stagione successiva il club concluse il torneo al secondo posto, ma anche questa volta non riuscì a superare le semifinali play-off, sconfitta dall'Azzurra Volley San Casciano.
Tuttavia i dirigenti della squadra avviarono domande di ripescaggio per partecipare alla Serie A2 2011-12: la domanda fu accolta dalla federazione, permettendo al club di partecipare per la prima volta ad un campionato professionistico; tuttavia dopo una sola annata, per problemi di ordine finanziario, la società rinuncia di partecipare al campionato di serie cadetta ed iscriversi a quello di Serie B1.